# Gaston de Saporta
Pour les articles homonymes, voir Saporta.
Gaston de Saporta, né à Saint-Zacharie (Var) le 28 juillet 1823 et mort à Aix-en-Provence le 26 janvier 1895, est un paléobotaniste français. Il a fait apparaître la transformation des espèces floristiques au cours des différentes ères[pas clair].

## Biographie

### Une jeunesse dorée
Né d’une famille noble, Gaston de Saporta ne se destine pas à la paléobotanique. Bien que son père soit passionné par l’étude des papillons et son grand-père, Étienne de Fonscolombe, par l’entomologie en général, ses goûts sont plutôt littéraires à une époque où la poésie est fort prisée dans les salons. À 20 ans, il fréquente le monde, voyage et gère ses biens pour tenir son rang. Il a, en quelque sorte, une vie de dilettante fortuné.

### Une révélation
C’est à la mort de sa femme, Valentine de Forbin des Issarts La Barben, le 20 janvier 1850, qu’il cherche diversion dans la botanique et apprend à reconnaître les espèces végétales méditerranéennes et celles qu’il rencontre au cours de ses voyages. Très vite, il se spécialise dans les plantes fossiles et commence à parcourir les gisements proches et peu explorés des plâtrières d'Aix-en-Provence qu’il décrit et classe ensuite. Le 23 avril 1854, il épouse Émilie de Gabrielli de Gubbio, issue de la noblesse aixoise.

### Les débuts de l'évolution
En 1860, il fait paraître dans le Bulletin de la Société vaudoise des sciences naturelles son premier travail résumant les résultats de ses études sur les plantes fossiles de Provence.
À partir de 1862, il publie des notes dans le Bulletin de la Société géologique de France, puis dans celui de la Société botanique de France. Il écrit notamment sous forme de chapitres successifs, dans les Annales des Sciences naturelles, ses Études sur la végétation du Sud-Est de la France à l’époque tertiaire. L’ensemble se termine en 1874, avec 238 espèces détaillées.
En 1864, il s’attaque à la flore quaternaire, puis en 1869 à celle du tertiaire. Les observations se sont multipliées dans la première moitié du XIXe siècle mais, au moment où Saporta commence ses recherches, les avancées n’en sont qu’à la vision de Cuvier : créations et destructions se sont succédé indépendamment les unes des autres.
Les découvertes paléontologiques de la seconde moitié du siècle mettent en avant les ressemblances entre certains fossiles d’ères différentes, voire avec des plantes de notre période contemporaine. « Il n’est pas d’arbre ou d’arbuste en Europe, dans l’Amérique du Nord, aux Canaries, dans la région méditerranéenne, qu’on ne rencontre à l’état fossile sous une forme spécifique plus ou moins rapprochée de celle d’aujourd’hui. »
Là, l’idée d’évolution émerge. C’est dans ce contexte que Saporta rend évidente cette continuité et fait aussi apparaître la transformation lente des espèces floristiques. De plus, lors de ses recherches autour d’Aix, il découvre une flore tropicale dans une région aujourd’hui tempérée. Incontestablement, il y a une variation du climat, ce qui vient définitivement ruiner l’hypothèse des révolutions du globe. Pas de cataclysme pour effacer les espèces disparues de la surface de la Terre, pas de création pour renouveler un monde vivant. Il ira même plus loin, en affirmant l’existence d’un « berceau primitif » dans le Nord. Les différentes expéditions ont rapporté des fossiles témoignant d’une végétation à l’ère tertiaire au Spitzberg, au Groenland et en Islande. Les migrations des plantes seraient liées aux changements climatiques.
Dans des échanges avec Darwin, entre 1875 et 1881, l'hypothèse de la co-évolution entre plantes à fleurs et insectes est posée par Gaston de Saporta, sans qu'il n'emploie, toutefois, le terme de "co-évolution".

### L'homme de sciences
Il est bientôt connu des hommes de science qui apprécient ses découvertes et, bien qu’amateur, il sait très rapidement s’imposer. Il entretient notamment une correspondance avec Darwin, dont il partage les idées évolutionnistes. On reconnaît ses résultats et on admire sa droiture. Le cas de Saporta est exceptionnel. Il n’aura jamais le souci de gravir les échelons d’une carrière et peut donc affirmer ses opinions sans crainte de déplaire.
Il voyage pour ses recherches, se rend aussi au Muséum national d'histoire naturelle de Paris, assiste aux réunions des sociétés savantes, participe à des congrès. Il use de son influence pour qu'un musée d'histoire naturelle soit créé à Aix et lui donne une partie de son herbier et de sa collection de plantes fossiles.
À la mort d'Alcide Dessalines d'Orbigny, il participe avec Louis Édouard Gourdan de Fromentel et Henry Testot-Ferry à la création du Comité de paléontologie française. L'objectif est de poursuivre la Paléontologie française de d'Orbigny : 16 nouveaux volumes verront le jour et servent toujours de référence aujourd'hui.
Il est très présent dans les activités locales et, en 1866, entre à l’Académie des sciences, agriculture, arts et belles-lettres d'Aix, dont il sera plusieurs fois président. En quelque sorte, il suit une destinée familiale puisque depuis trois générations, quatre membres de sa famille en ont fait partie.
Connu des milieux scientifiques nationaux, il est sollicité par de nombreuses sociétés savantes en France et à l'étranger. Il devient membre associé, titulaire ou correspondant de 20 sociétés, reçoit la légion d’honneur en 1873. En 1876, il est élu membre correspondant de Académie des sciences de Paris. Ses publications sont considérables, allant de comptes rendus scientifiques aux ouvrages de vulgarisation pour le grand public, mais il publie aussi des ouvrages plus historiques ou littéraires, notamment sur la famille de Madame de Sévigné.
À partir de 1893, sa santé devient fragile et il a des troubles cardiaques. Il meurt deux ans plus tard, le 26 janvier 1895, à Aix-en-Provence, d’une crise cardiaque.
Gaston de Saporta est le père d'Antoine de Saporta.

## Hommage posthume
Plusieurs taxa ont été nommés en honneur de Gaston de Saporta, par exemple Pistacia x saportae, un arbuste méditerranéen de la famille des Anacardiacées, ou encore Saportanthus, un genre fossile de Laurales décrit du Crétacé inférieur du Portugal.
Au centre d'Aix-en-Provence dans le bourg Saint-Sauveur, une rue porte son nom. C'est au numéro 21 de celle-ci (où se trouve actuellement l'Institut de management public et gouvernance territoriale (IMPGT) de l'université d'Aix-Marseille), alors dénommée rue de la Grande-Horloge, que vivait le savant. La rue, jalonnée par la cathédrale Saint-Sauveur, part de la place de l'Hôtel-de-Ville pour aboutir au boulevard extérieur. On y trouve notamment le musée du Vieil-Aix, qu'abrite l'hôtel d'Estienne-de-Saint-Jean, et l'Institut d'études politiques d'Aix-en-Provence.

## Publications
- Sur le rôle des végétaux à feuilles caduques dans les flores tertiaires antérieures au miocène proprement dit et spécialement dans celle du gypse d'Aix, 1863 Texte en ligne
- Notice sur les plantes fossiles des calcaires concrétionnés de Brognon (Côte-d'Or), 1866 Texte en ligne
- La Flore des tufs quaternaires en Provence, 1867 Texte en ligne
- Caractères de l'ancienne végétation polaire : analyse raisonnée de l'ouvrage de M. Oswald Heer intitulé Flora fossilis Artica, 1868 Texte en ligne
- La Végétation du Globe dans les temps antérieurs à l'homme, 1868
- La Paléontologie appliquée à l'étude des races humaines, 1868
- Prodrome d'une flore fossile des travertins anciens de Sézanne, Paris, Société géologique de France, 1868 (lire en ligne)
- Le Phénomène de la vie, discours prononcé à la séance publique annuelle de l'Académie des sciences, agriculture, arts et belles-lettres d'Aix, 1870
- Études sur la végétation du sud-est de la France à l'époque tertiaire : révision de la flore des gypses d'Aix, 1872
- Flore fossile du Portugal Texte en ligne 1 2 3
- Essai sur l'état de la végétation à l'époque des marnes heersiennes de Gelinden, avec Antoine-Fortuné Marion, 1873
- Paléontologie française, ou Description des fossiles de la France, commencée par Alcide d'Orbigny et continuée par un groupe de paléontologues. 2e série : Végétaux. Plantes jurassiques, par le Comte de Saporta, 6 vol., 1873-1884
- Notice sur les plantes fossiles du niveau des lits à poissons de Cerin, 1873 Texte en ligne
- Examen critique d'une collection de plantes fossiles de Koumi (Eubée), 1873 Texte en ligne
- Recherches sur les végétaux fossiles de Meximieux, avec Antoine-Fortuné Marion, 1876
- Les Anciens climats de l'Europe et le développement de la végétation, 1878 Texte en ligne
- « Essai descriptif sur les plantes fossiles des arkoses de Brives près le Puy-en-Velay », Annales de la Société d'agriculture, sciences, arts et commerce du Puy,‎ 1876 (lire en ligne)
- Révision de la flore heersienne de Gelinden, d'après une collection appartenant au Cte de Looz, avec Antoine-Fortuné Marion, 1878
- Le Monde des plantes avant l'apparition de l'homme, 1879 Texte en ligne
- Les Temps quaternaires, 1881 Texte en ligne
- Aperçu géologique du terroir d'Aix-en-Provence, 1881
- L'évolution du règne végétal - 1. Les cryptogames, avec Antoine-Fortuné Marion, Paris, Germer Baillière, coll. «Bibliothèque scientifique internationale», 1881 Texte en ligne
- À propos des algues Jossiles, 1882
- La Formation de la houille, 1882
- Un essai de synthèse paléoethnique, 1883
- Les Organismes problématiques des anciennes mers, 1884 Texte en ligne
- L'évolution du règne végétal. Les phanérogames, avec Antoine-Fortuné Marion, 2 vol., Paris, Félix Alcan, coll. «Bibliothèque scientifique internationale», 1885 Texte en ligne
- Origine paléontologique des arbres cultivés ou utilisés par l'homme, 1888
- Dernières adjonctions à la flore fossile d'Aix-en-Provence, précédées de Notions stratigraphiques et paléontologiques appliquées à l'étude du gisement des plantes fossiles d'Aix-en-Provence, 1889 Texte en ligne 1 2 3
- La Famille de Mme de Sévigné en Provence, d'après des documents inédits, 1889
- Recherches sur la végétation du niveau Aquinien de Manosque, 1891 Texte en ligne
- Correspondance entre Charles Darwin et Gaston de Saporta, précédée de Histoire de la paléobotanique en France au XIXe siècle par Yvette Conry, Paris : Presses universitaires de France, 1972

### Sources et bibliographie
- André Bailly, Défricheurs d’inconnu, Peiresc, Tournefort, Adanson, Saporta, Édisud, Aix-en-Provence, 1992.
- R. Zeiller, Le Marquis G. de Saporta, sa vie et ses travaux, Bulletin de la société géologique de France, avril 1896, p. 197-232.
- William E.Friedman, The meaning of Darwin's “abominable mystery”, American journal of Botany, 2009.
- Albert Gaudry, Un naturaliste français. — Le marquis de Saporta, Revue des Deux Mondes, 4e période, tome 133, 1896, p. 303-328.